# Leigongta (köpinghuvudort i Kina, Hunan Sheng, lat 29,79, long 111,77)
Leigongta är en köpinghuvudort i Kina. Den ligger i provinsen Hunan, i den södra delen av landet, omkring 210 kilometer nordväst om provinshuvudstaden Changsha. Antalet invånare är 18 444. Befolkningen består av 9 194 kvinnor och 9 250 män. Barn under 15 år utgör 13,0 %, vuxna 15-64 år 73 %, och äldre över 65 år 12,0 %.
Runt Leigongta är det tätbefolkat, med 459 invånare per kvadratkilometer. Närmaste större samhälle är Zhangzhuangpu, 19,1 km nordost om Leigongta. Trakten runt Leigongta består till största delen av jordbruksmark.
Genomsnittlig årsnederbörd är 1 565 millimeter. Den regnigaste månaden är maj, med i genomsnitt 222 mm nederbörd, och den torraste är december, med 22 mm nederbörd.